# Кречмер, Михаэль
Михаэль Кречмер (нем. Michael Kretschmer, род. 7 мая 1975, Гёрлиц, ГДР) — немецкий государственный и политический деятель, член ХДС. С 13 декабря 2017 года — премьер-министр Свободного государства Саксония.

## Биография

### Образование
В 1991 году окончил среднюю школу в Гёрлице, в 1995 году прошёл курс обучения работе с офисным электронным оборудованием, в 1998 году окончил Школу дополнительного образования, в 2002 году получил диплом инженера-экономиста в Высшей научно-технической школе (Дрезден).

### Политическая карьера
С 2002 по 2017 год — депутат бундестага. 1 декабря 2004 года стал временно исполняющим обязанности генерального секретаря саксонского отделения ХДС, 23 апреля 2005 года занял эту должность на постоянной основе. В 2009—2017 годах возглавлял партийную фракцию в бундестаге, 9 декабря 2017 года избран председателем саксонской организации ХДС.
В сентябре 2017 года на федеральных парламентских выборах в Бундестаг в избирательном округе района Гёрлиц (Саксония) проиграл выборы представителю партии АдГ Тино Хрупалле.
18 октября 2017 года премьер-министр Саксонии Станислав Тиллих неожиданно подал в отставку.

### В должности премьер-министра Саксонии
13 декабря 2017 года 69 из 122 депутатов саксонского ландтага проголосовали за утверждение Кречмера в должности премьер-министра.
В июне 2019 года вместе с однопартийцем, действующим министром экономики Петером Альтмайером и социал-демократкой, премьер-министром земли Мекленбург-Передняя Померания Мануэлой Швезиг принял участие в Петербургском международном экономическом форуме. В кулуарах встретился с президентом России В. В. Путиным и высказывался за отмену санкций против России, что было неоднозначно воспринято в Германии и в рядах ХДС.
20 июля 2022 года заявил по поводу боевых действий на Украине, что Германия должна играть роль посредника и добиваться замораживания конфликта, но в конечном итоге без потери Украиной территорий. Это высказывание Кречмера вызвало в Германии, а также со стороны бывшего посла Украины Мельника, шквал критики и обвинений в потакании политике российского президента Путина.